# Teucholabis (Teucholabis) rutilans
Teucholabis (Teucholabis) rutilans is een tweevleugelige uit de familie steltmuggen (Limoniidae). De soort komt voor in het Oriëntaals gebied.